# Cerococcus pileae
Cerococcus pileae är en insektsart som beskrevs av Mamet 1950. Cerococcus pileae ingår i släktet Cerococcus och familjen Cerococcidae.
Artens utbredningsområde är Mauritius. Inga underarter finns listade i Catalogue of Life.